# Караханиды

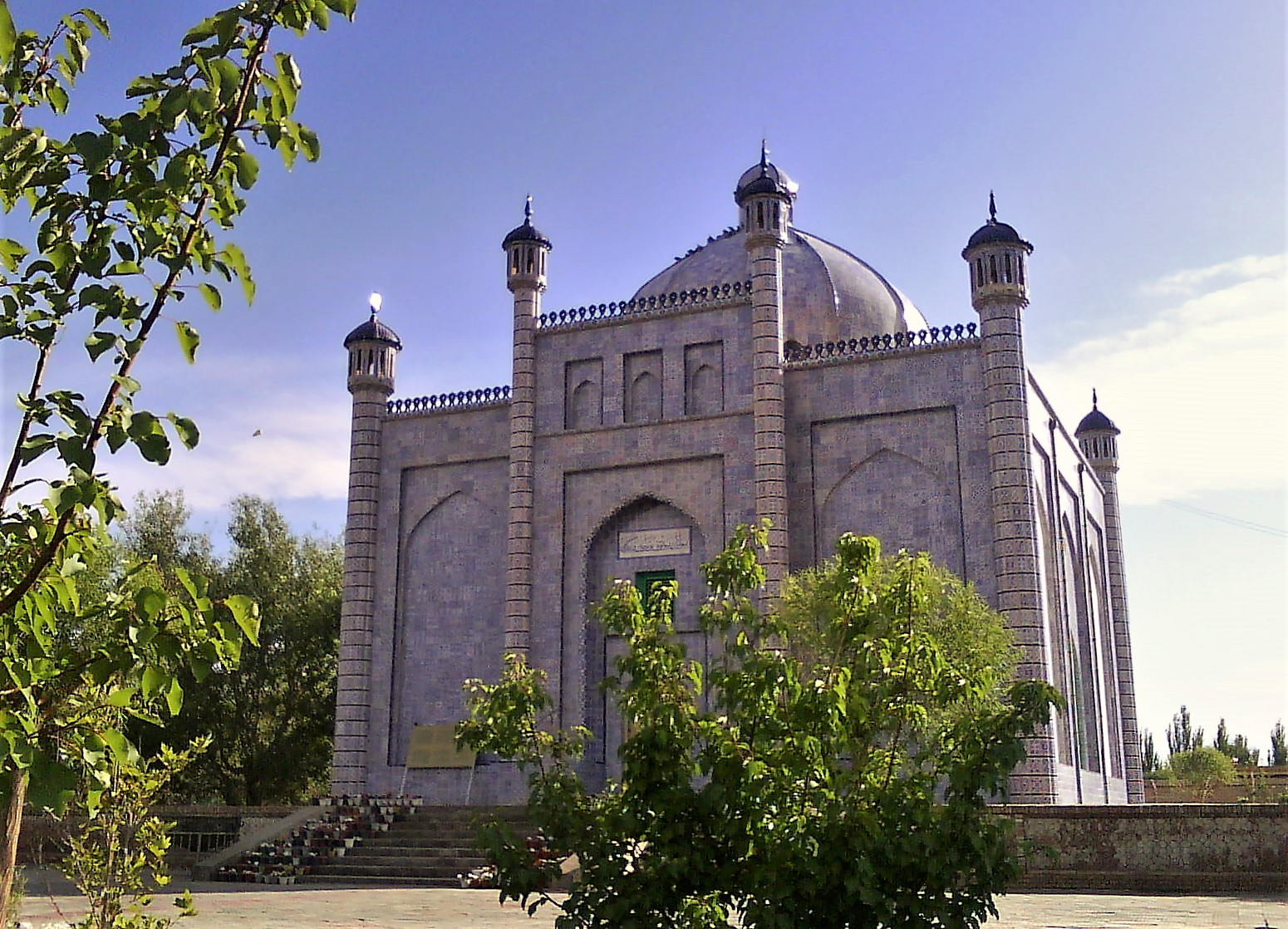
Мавзолей Сутук Абдукерим Бограхана в Кашгарии, г. Артуш

Караханиды, ханиды, хаканиды — первая тюркская мусульманская династия, царствовавшая в Караханидском государстве.

## История
В русской и мировой литературе получила название Караханиды после выхода монографии востоковеда В. В. Григорьева «Караханиды в Маверанахре». В основе — титул хана, принявшего ислам: «Кара-хан». Нумизмат К. И. Торнберг назвал династию Илеками по титулу этих правителей.
По предположению нумизмата Б. Д. Кочнева, Караханиды происходили из эгдишей/эдгишей, составлявших часть чигилей, которые входили в состав карлукской конфедерации. Восточная ветвь Караханидов, правившая в Кашгаре от племени ягма (тотем Богра), западная же вела происхождение от племени эгдишей/эдгишей (тотем Арслан), составлявших часть чигилей, которые входили в состав карлукской конфедерации.
По мнению О. И. Прицака, поддержанному С. Г. Кляшторным и Б. Д. Кочневым, «первым Караханидом» был Бильге Кюль Кадыр-каган, провозглашённый государём в 840 году.
У Куль Билга кагана было два сына Базир и Огулчак. Сыном Базира был Абдалкарим.
Полагают, что в 960 году Караханиды вместе со своими подданными, число которых достигало двухсот тысяч «шатров», приняли ислам. Исламизация Караханидов и их тюркских подданных сыграло большую роль в культурном развитии тюркской культуры. В конце Х — начале XI веков впервые в истории тюркских народов на тюркский язык был переведен Тафсир — комментарии к Корану.
Один из известных правителей государства Караханидов был Сатук Бограхан, который принял ислам с именем Абдалкарим и титулом «Карахан». У него было два сына Муса и Сулейман. У Мусы был сын Али, а у Сулеймана сын Хасан (Харун).
Выдающимся правителем этой династии был Харун Бугра-хан, носивший титул Шегаб эд-Дулэ (звезда государства) и мусульманское имя Харун.
К этому времени держава Саманидов пришла в полное расстройство, а к югу от Амударьи хозяйничали всевластные наместники и военачальники, соперничавшие друг с другом. Этими неурядицами и воспользовался Караханид Бугра-хан Харун, заняв в 990 году Испиджаб — пограничную область на северо-востоке Саманидской державы, а в 992 году саманидскую столицу Бухару. Он здесь заболел, а через несколько месяцев вынужден был отступить и по дороге в Кашгар скончался. С 992 года Ферганская долина окончательно перешла под власть Караханидов. Караханид Наср ибн Али илек-хан, окончательно захватил государство Саманидов в 999 году.
В 1089 году Караханиды оказались в зависимости от Сельджукидов, а в 1141 году стали вассалами каракитаев. С политической арены Караханидов окончательно сместил хорезмшах Ала ад-Дин Мухаммед II в 1212 году.

## Версии происхождения

### Происхождение по версии самих Караханидов
Как отмечал крупнейший и общепризнанный специалист по истории Караханидов Б. Д. Кочнев, сами Караханиды причисляли себя к потомкам легендарного царя Турана — Афрасиаба и свою династию именовали «ал-Афрасиаб» — род Афрасиаба, в то время как в рукописных источниках их называют Ханидами или Хаканидами. Эту интерпретацию истории отмечал и американский специалист по истории Караханидов Роберт Данкофф, который писал, что Караханиды считали, что настоящее имя Афрасиаба звучало как Альп Эр Тунга.

### Версии разных авторов
Происхождение караханидов неясно. Существует две основные версии их происхождения: уйгурская и карлукская.
Ж. Дегинь, Х. Д. Френ, Ф. Рено, Э. В. Бретшнейдер и В. В. Радлов поддерживали версию уйгурского происхождения. В. В. Григорьев, П. И. Лерх, Ф. Гренар и Э. Шаванн полагали, что они были карлуками. Традиционно этногенез собственно уйгуров и карлуков соответственно связывают с тюркскими племенами теле и тюркютами. При этом существует мнение, согласно которому уйгуры (ойхоры) и тюркюты имели монгольское происхождение.
Основываясь на сообщении ал-Масуди, С. Г. Кляшторный пишет о связи караханидов с Ашина. По версии Исянгулова принимая титул «Кара-хан», караханиды намекали на свою генеалогическую связь с древнетюркской династией Ашина, имевшей юрт севернее Семиречья.
По одной из версий, караханиды имели тюрко-монгольское происхождение. Как полагают некоторые авторы, в начале одиннадцатого века Саманидов в Персии и Центральной Азии сменили караханид-монголы.
В.В.Бартольд писал следующее: 
Династия Караханидов была тесно связана с Кашгаром, который, как местопребывание хана и его двора, назывался также Ордукент, т.е селение, где находиться орда, об этом говорит и Махмуд Кашгарский. Отсюда, естественно должно возникнуть предположение что народ владевший Кашгаром создал и династию караханидов, т.е что Караханиды вышли из народа ягма, ветви токузогузов или уйгуров.
В другом своём сочинении Бартольд утверждал, что неизвестно были ли Караханиды уйгурами или карлуками.

### По китайским источникам
Исследование Дутураевой, проведенное в КНР при консультациях с китайскими учёными показывает, что китайские источники времён династии Сун видят Караханидов как потомков Уйгурского Каганата наравне с уйгурами Турфана (IX — XIII вв.) и Ганьсу (IX — XI вв.).

## Титулы
На монетах Караханидов встречаются 5 основных тюркских титулов, наряду с верховным титулом хакан (каган) или хан, также отмечены такие как илиг, тегин, ога и бег. Кроме того, на монетах встречаются от пяти до двадцати пяти эпитетов, стоящих перед титулами. Это: арслан-хакан, богра-хакан, алп-тегин, арслан-тегин, богра-тегин, ака-ога, барс-ога, кылыч-ога и другие.

## Караханидское государство (ок. 840 (991)—1040)
1. Бильге-Кюл «Кара» Кадыр Арслан-хан (840—893)
2. Базир Арслан-хан (893—920)
3. Огулчак Арслан-хан (893—940)
4. Сатук Бугра-хан — хакан (942—955)
5. Муса Байташ Бугра-хан — хакан (955—970)
6. Харун Бугра-хан — хакан (970—993)
7. Хасан Али I — хакан (993—998)

В едином каганате владеть городом Баласагун означало быть великим ханом. При этом важно учесть, что годы «великого ханствования» не всегда совпадали со временем правления, так как тот или иной правитель мог стать ханом до овладения Баласагуном или потерять его, оставаясь ханом.

### Великие ханы правившие в городе Баласагуне
1. Тоган хан Ахмад ибн Али 388—406/998-1016 (фактические годы царствования 388—408)
2. Арслан-хан Мансур ибн Али 406—415/1016-1025 (фактические годы царствования 405—415)
3. Тоган-хан Мухаммад ибн Хасан/Харун 415—416/1025-1026 (фактические годы царствования 415—418)
4. Кадыр-хан Йусуф ибн Харун/Хасан 416—423/1026-1031 (фактические годы царствования 388—423)
5. Арслан-хан Сулайман ибн Йусуф 423—431/1031-1040 (фактические годы царствования 423—447)

## Западно-Караханидское ханство (1040—1212)
Ещё в 1040 году, захватив столицу Мавераннахра, Самарканд, Ибрахим ибн Наср Табгач-хан провозгласил себя ханом и сделал Самарканд столицей.
По чекану монет в разные годы,,:
Стол. Самарканд. Титул: хан (хакан).
1. Ибрахим ибн Наср Табгач-хан (431—460/1040-1068)
2. узурпатор Тоган-хан Шуайс ибн Ибрахим ибн Наср Табгач-хан (460—461/1068-1069)
3. Шамс аль мульк ибн Ибрахим ибн Наср Табгач-хан (460—472/1068-1080)
4. Хызр-хан ибн Ибрахим ибн Наср Табгач-хан (472—479/1080-1087)
5. Ахмед-хан ибн Хызр-хан ибн Ибрахим ибн Наср Табгач-хан (479—482/1087-1090, 485—488/1092-1095)
6. Кылыч Арслан-хан Мухаммад ибн Ибрахим ибн Наср Табгач-хан (482—483/1090-1091)
7. Сулайман ибн Давуд ибн Ибрахим ибн Наср Табгач-хан (490/1096-97)
8. Тафгач-хан Махмуд ибн Мухаммад ибн Ибрахим ибн Наср Табгач-хан (490—492/1097-1099)
9. Арслан-хан Мухаммад ибн Сулайман ибн Давуд (495—524/1102-1130)
10. Кара-хан Хасан ибн Али (524—526/1130-1132)
11. Махмуд ибн Мухаммад ибн Сулайман (526—536/1132-1142)
12. Тафгач-хан/хакан Ибрахим ибн Мухаммад ибн Сулайман (536—551/1142-1156)
13. Кадыр Тонга хакан Махмуд ибн Хусайн ибн Хасан (551—552/1156-1157)
14. Чагра-хан Джалал ад-дин Али ибн Хасан (552—556/1157-1161)
15. Кылыч Тафгач-хан/хакан Масуд ибн Хасан ибн Али (556—561/1161-1166, 562—566/1167-1171)
16. Кылыч/Эгдиш Тафгач хан/хакан Мухаммад ибн Масуд ибн Хасан (566—574/1171-1178)
17. Абд ал-Халик ибн Хусайн (574/1178-79)
18. Ибрагим ибн Хусейн (574—599/1178-1202)
19. Усман ибн Ибрагим (599—609/1202-1212)

## Восточно-Караханидское ханство (1040 — начало XIII века)
По чекану монет в разные годы,:
- Чуйская долина: (Куз Орду);
- Таласская долина: (Тараз, Шалджи);
- Ферганская долина: (Худжанд, Ахсикат, Кува, Риштан, Ош, Узканд);
- Иссык-Кульская котловина: (Барсхан);
- Восточный Туркестан: (Кашгар, Куча);

Шаш, Испиджаб (Сапиджаб), Тункат, Адахкат, Касан, Чинанчикат, Банакат, Ганнадж, Парак.
Стол. Баласагун(Куз Орду), с 1130 Кашгар.
Титул: хан (хакан).
1. Арслан-хан Сулайман ибн Йусуф ибн Харун (431—447/1040—1056)
2. Бугра-хан Мухаммад ибн Йусуф ибн Харун (447—449/1056—1058)
3. Арслан-хан Ибрахим ибн Мухаммад ибн Йусуф (449—454/1058—1062)
4. по титулу Великий каган Арслан кара-хакан Абд ал-Халик, но вассал Западного караханида. Генеалогия пока не ясна (454—455/1062-1063)
5. Тогрыл кара-хакан Йусуф ибн Сулайман ибн Йусуф (454—470(455—471)/1062-1078(1063—1079))[29]
6. Тогрыл кара-хакан Умар ибн Йусуф ибн Сулайман (471—473/1078—1081)[29]
7. Табгач Бугра-хан Хасан(Харун) ибн Сулайман ибн Йусуф (473—483(484)/1080-1091(1092))[29]
8. Табгач-хан Джабраил ибн Умар ибн Йусуф (483(484)-495/1091-1102)[29]
9. Арслан-хан Ахмад ибн Хасан ибн Сулайман (496/1102….)
10. Табгач-хан Ибрахим ибн Ахмад ибн Хасан (известен по дирхаму Кашгара между 487—512/1094-1118)
11. Арслан-хан Мухаммад ибн Ибрахим ибн Ахмад (известен по дирхамам Кашгара между 555—566/1160-1170 и 566—575/1170-1180)
12. Арслан-хан Йусуф ибн Мухаммад ибн Ибрахим (известен по дирхамам Кашгара после 574/1180 — 601/1205)
13. Мухаммад ибн Йусуф ибн Мухаммад (607/1210-1211)

## Правители уделов, сложившихся на территории Западного каганата (1141—1212)
Титул: хан (хакан).
По чекану монет,,:
Стол. Уздженд (Узканд, Узген).
1. Тогрыл-хан Хусайн ибн Хасан (известен на дирхамах без выпускных сведений)
2. Арслан-хан/хакан Ибрахим ибн Хусайн (известен на дирхамах между 559—574/1163-1178)
3. Кадыр-хан/хакан Ахмад ибн Ибрахим (известен на дирхамах между 574—607/1178-1210)
4. Куч Арслан хакан Махмуд ибн Ахмад (известен на дирхамах 607—609/1210-1212)

Стол. Касан
1. Тогрыл хакан Наср ибн Хусайн (известен по дирхаму 564/1168-69)
2. Тогрыл-хан Мухаммад ибн Наср (известен по дирхамам 578—598/1182-1202)
3. Улуг Тогрыл-хан (известен по дирхаму 605/1208-09)

Стол. Маргинан (Маргелан)
1. Кутлуг Тоган-хан (известен по дирхаму 602/1205-06)
2. Арслан хакан Мухаммад ибн Мухаммад (известен по дирхаму после 602/1205-06)

Стол. Банакат (Бенакент)
1. Шах Кылыч-хан (известен по дирхамам 573—578/1177-1183)
2. Тафгач хакан (известен по дирхамам 592—593/1195-1197)
3. Улуг Чагры-хан/хакан (известен по дирхаму 594—599/1197-1202)

Стол. Параб
1. Кутлуг Билга хакан Абд ал-Халик ибн Хусайн (известен по дирхаму до 574/1178-79)
2. Кутлуг Билга хакан Хасан ибн Абд ал-Халик (известен по дирхамам 596—603/1199-1207)

Стол. Балх
1. Арслан-хан ибн Кылыч Тафгач-хан (= Мас`уд б. Хасан)(известен по дирхаму до 574/1178-79)
2. Кадыр Тафгач-хан Санджар ибн Хасан (известен по дирхамам 574/1178-79; 583/1187-88)

Стол. Вахш
1. Табгач-хан Абу Бакр (Каратуз) ибн Йугруш(?) (известен по динару между 588—602/1192-1206)
2. Мухаммад ибн Давлатшах (известен по динару — год ?)
3. Арабшах ибн Аби Бакр (известен по динару 609/1212-13)

Стол. Тирмиз (Термез)
1. Малик Йаган-хан (известен по дирхаму 574/1178-79)
2. Тогрыл хакан (известен по дирхаму после 574/1178-79)
3. Улуг Арслан хакан Али ибн Джафар (известен по динару между 588—602/1192-1206)
4. Махмуд ибн Ибрахим ибн Хусайн (известен по динару 604/1207-08)

Стол. Чаганийан (Чаганиан)
1. Арслан-хан (известен по дирхаму — год ?)

Стол. Хутталан (Хутталян)
1. Улуг Тафгач-хан Хасан (?) б. Хидр (известен по динару 576/1180-81)

Не установленные приамударьинские уделы
1. Мухаммад ибн Кутлуг Тафгач-хан(известен по дирхаму между 566—575/1170-1180)
2. Хусрав-шах (известен по дирхаму после 574/1178-79)

Владетели прочих неустановленных уделов
1. Йинал-хан Сулайман ибн ал-Хасан (известен по дирхаму 2-й трети VI в.х.)
2. Кылыч Арслан-хан (известен по дирхаму между 566—575/1170-1180)
3. Кылыч Билга-хан (известен по дирхаму между 555—575/1160-1180)
4. Кутлуг Билга-хан (возможно, тождественен предыдущему) (известен по дирхаму между 566—575/1170-1180)
5. Бугра-хан Мухаммад (известен по дирхаму 574/1178-79)
6. Кутлуг Билга хакан Мухаммад (известен по дирхаму до 599/1202-03)
7. Кылыч Тогрыл-хан (известен по дирхаму до 579/1183-84)